# 28e cérémonie des César
La 28e cérémonie des César du cinéma — dite aussi Nuit des César —  récompensant les films sortis en 2002, s'est déroulée le 22 février 2003 au théâtre du Châtelet. Elle fut présentée par la comédienne Géraldine Pailhas et retransmise en direct sur Canal+.
En raison du décès, le 11 janvier 2003 du réalisateur Maurice Pialat et, le 11 février 2003, de celui du producteur et président de l'Académie des arts et techniques du cinéma Daniel Toscan du Plantier, la cérémonie n'eut exceptionnellement pas de président. Un hommage fut rendu aux deux hommes par Gérard Depardieu, Géraldine Pailhas, Antoine Pialat et Isabelle Huppert.

## Présentateurs et intervenants
- Géraldine Pailhas, maîtresse de cérémonie
- Charlotte Rampling, pour la remise du César du meilleur film
- Nathalie Baye, pour la remise du César d'honneur à Meryl Streep
- Costa-Gavras, pour la remise du César d'honneur à Spike Lee
- Bulle Ogier, pour la remise du César d'honneur à Bernadette Lafont
- Isabelle Huppert, pour l'hommage à Daniel Toscan du Plantier
- Artus de Penguern, pour la remise du César du meilleur montage
- Jeanne Moreau, pour la remise du César du meilleur film de l'Union européenne
- Olivia Bonamy, pour la remise du César du meilleur court-métrage
- Alain Chabat
- Anna Galiena
- Eduardo Noriega, Anna Mouglalis
- Emmanuelle Seigner
- José Garcia, Isabelle Doval
- Julie Depardieu

## Palmarès
Les nominations ont été annoncées le 26 janvier 2003.
Les gagnants sont indiqués ci-dessous en premier de chaque catégorie et en caractères gras.

### César du meilleur film
- Le Pianiste, réalisé par Roman Polanski, produit par Robert Benmussa, Roman Polanski et Alain Sarde
  - Huit Femmes, réalisé par François Ozon, produit par Olivier Delbosc et Marc Missonnier
  - Amen., réalisé par Costa-Gavras, produit par Andrei Boncea et Michèle Ray-Gavras
  - L'Auberge espagnole, réalisé par Cédric Klapisch, produit par Bruno Levy
  - Être et avoir, réalisé par Nicolas Philibert, produit par Gilles Sandoz

### César de la meilleure réalisation
- Roman Polanski pour Le Pianiste
  - Costa-Gavras pour Amen.
  - Cédric Klapisch pour L'Auberge espagnole
  - François Ozon pour Huit Femmes
  - Nicolas Philibert pour Être et avoir

### César du meilleur scénario original ou adaptation
- Costa-Gavras et Jean-Claude Grumberg pour Amen. adapté de la pièce de théâtre Le Vicaire de Rolf Hochhuth
  - Michel Blanc pour Embrassez qui vous voudrez adapté du roman Vacances Anglaises de Joseph Connolly
  - Ronald Harwood pour Le Pianiste adapté de l'autobiographie éponyme de Władysław Szpilman
  - Cédric Klapisch pour L'Auberge espagnole
  - François Ozon et Marina de Van pour Huit Femmes adapté de la pièce de théâtre éponyme de Robert Thomas

### César de la meilleure actrice
- Isabelle Carré pour Se souvenir des belles choses
  - Fanny Ardant pour Huit Femmes
  - Isabelle Huppert pour Huit Femmes
  - Ariane Ascaride pour Marie-Jo et ses deux amours
  - Juliette Binoche pour Décalage horaire

### César du meilleur acteur
- Adrien Brody pour Le Pianiste
  - Daniel Auteuil pour L'Adversaire
  - François Berléand pour Mon idole
  - Bernard Campan pour Se souvenir des belles choses
  - Mathieu Kassovitz pour Amen.

### César de la meilleure actrice dans un second rôle
- Karin Viard pour Embrassez qui vous voudrez
  - Dominique Blanc pour C'est le bouquet !
  - Danielle Darrieux pour Huit Femmes
  - Emmanuelle Devos pour L'Adversaire
  - Judith Godrèche pour L'Auberge espagnole

### César du meilleur acteur dans un second rôle
- Bernard Le Coq pour Se souvenir des belles choses
  - François Cluzet pour L'Adversaire
  - Gérard Darmon pour Astérix et Obélix : Mission Cléopâtre
  - Jamel Debbouze pour Astérix et Obélix : Mission Cléopâtre
  - Denis Podalydès pour Embrassez qui vous voudrez

### César du meilleur espoir féminin
- Cécile de France pour le rôle de Isabelle dans L'Auberge espagnole
  - Émilie Dequenne pour Une femme de ménage
  - Mélanie Doutey pour Le Frère du guerrier
  - Marina Foïs pour Filles perdues, cheveux gras
  - Ludivine Sagnier pour Huit Femmes

### César du meilleur espoir masculin
- Jean-Paul Rouve pour Monsieur Batignole
  - Lorànt Deutsch pour Trois Zéros
  - Morgan Marinne pour Le Fils
  - Gaspard Ulliel pour Embrassez qui vous voudrez
  - Malik Zidi pour Un moment de bonheur

### César du meilleur premier film
- Se souvenir des belles choses de Zabou Breitman
  - Carnages de Delphine Gleize
  - Filles perdues, cheveux gras de Claude Duty
  - Irène d'Ivan Calbérac
  - Mon idole de Guillaume Canet

### César du meilleur film étranger
- Bowling for Columbine de Michael Moore •  États-Unis
  - Ivre de femmes et de peinture de Im Kwon-taek •  Corée du Sud
  - Le Voyage de Chihiro de Hayao Miyazaki •  Japon
  - Minority Report de Steven Spielberg •  États-Unis
  - Ocean's eleven de Steven Soderbergh •  États-Unis

### César du meilleur film de l'Union européenne
- Parle avec elle de Pedro Almodóvar •  Espagne
  - 11'09"01 - September 11, film à sketches  de Youssef Chahine , Amos Gitaï , Alejandro González Iñárritu , Shōhei Imamura , Claude Lelouch , Ken Loach , Samira Makhmalbaf , Mira Nair , Idrissa Ouedraogo , Sean Penn  et Danis Tanović 
  - Gosford Park de Robert Altman •  Royaume-Uni
  - L'Homme sans passé d'Aki Kaurismäki •  Finlande
  - Sweet Sixteen de Ken Loach •  Royaume-Uni

### César de la meilleure musique écrite pour un film
- Wojciech Kilar pour Le Pianiste
  - Armand Amar pour Amen.
  - Antoine Duhamel pour Laissez-passer
  - Krishna Levy pour Huit Femmes

### César de la meilleure photographie
- Paweł Edelman pour Le Pianiste 
  - Patrick Blossier pour Amen.
  - Jeanne Lapoirie pour Huit Femmes

### César du meilleur montage
- Nicolas Philibert pour Être et avoir 
  - Hervé de Luze pour Le Pianiste
  - Francine Sandberg pour L'Auberge espagnole

### César du meilleur son
- Jean-Marie Blondel, Gérard Hardy, Dean Humphreys, pour Le Pianiste 
  - Dominique Gaborieau et Pierre Gamet pour Amen.
  - Pierre Gamet, Benoît Hillebrand et Jean-Pierre Laforce pour Huit Femmes

### César des meilleurs décors
- Allan Starski pour Le Pianiste
  - Hoang Thanh At pour Astérix et Obélix : Mission Cléopâtre
  - Emile Ghigo pour Laissez-passer
  - Arnaud de Moléron pour Huit Femmes

### César des meilleurs costumes
- Philippe Guillotel, Tanino Liberatore, Florence Sadaune pour Astérix et Obélix : Mission Cléopâtre
  - Pascaline Chavanne pour Huit Femmes
  - Anna B. Sheppard pour Le Pianiste

### César du meilleur court métrage
- Peau de vache de Gérald Hustache-Mathieu
  - Candidature d'Emmanuel Bourdieu
  - Ce vieux rêve qui bouge d'Alain Guiraudie
  - Squash de Lionel Bailliu

### César d'honneur
- Bernadette Lafont
- Spike Lee
- Meryl Streep

Streep et Lee, ainsi que Moore, sont remarqués pour leurs discours anti-Bush et contre la future guerre en Irak.

## Statistiques
- Les plus nommés :
  - 12 nominations : Huit Femmes[2]
  - 10 nominations : Le Pianiste
- Les plus récompensés :
  - 7 récompenses : Le Pianiste
  - 3 récompenses : Se souvenir des belles choses